# Boys (ПТР)
Протитанкова рушниця «Бойз» (англ. Boys anti-tank rifle) — британська протитанкова рушниця періоду Другої світової війни. Серед військовиків здобула прізвисько «слоняча гармата» за свої розміри та величезний ствол. Рушниця мала три основні варіанти; рання версія (англ. Mark I) з круглим дуловим гальмом та T-подібним моноподом, будувалася в Англії на заводі BSA. Наступний варіант (англ. Mk I*) випускався підприємствами John Inglis and Company в канадському Торонто і мав квадратне дулове гальмо та V-подібну двоногу. Третій варіант протитанкової рушниці випускався спеціально для повітряно-десантних підрозділів зі стволом довжиною в 762 мм і без дулового гальма. Для стрільби використовувалися різні типи протитанкових боєприпасів.
Протитанкова рушниця «Бойз» непогано проявила себе на початковій фазі війни в боротьбі проти легких танків, танкеток та бронеавтомобілів, однак згодом вона вже не становила загрози для середніх та тим більш, важких, танків противника, й поступово замінялася на PIAT.

## Історія

### Дизайн та розробка
Людиною, на честь якого була названа ця зброя був капітан Генрі Бойз — помічник суперінтенданта з розробок озброєння — член комітету зі стрілецької зброї, який вигадав ПТР, а інженери заводу Royal Small Arms Factory в Енфільді створили дослідний зразок. Рушниця спочатку отримала назву «Stanchion» (Станшен — укр. опора, стовп), але коли у листопаді 1937 року за декілька днів до прийняття її на озброєння капітан Г.Бойз помер, ПТР отримала назву на знак пошани на його честь.
Для стрільби з ПТР використовувалися боєприпаси .55 Boys з 47,6-граммовою бронебійною кулею. Боєприпаси були двох основних типів: W Mark 1 (60 г AP з початковою швидкістю 747 м/с) та W Mark 2 (47,6 г AP з 884 м/с). На випробуваннях зброя продемонструвала себе доволі таки ефективним засобом боротьби з легкою бронетехнікою, з броньовим захистом завтовшки до 23,2 мм на відстані до 100 ярдів (91 м). Куля W Mark 1 пробивала будь-яку броню бронеавтомобіля або бронетранспортера, та боковий чи тильний броньовий захист легких танків. Згодом на озброєння прийняли W Mark 2 з вольфрамовим сердечником та швидкістю до 945 м/с.

### Бойовий досвід застосування
Протитанкова рушниця «Бойз» широко застосовувалася на початковій фазі війни в боротьбі проти німецьких легких танків типу Panzer I, Panzer II та перших версій Panzer III, танкеток та бронеавтомобілів. Також ПТР у значній кількості поставлялися фінській армії, де у ході Зимової війни вона завоювала собі добру славу, як надійний засіб протитанкової боротьби проти радянських танків, зокрема Т-26.
Однак, по ходу нарощування бойових дій, збільшення броні на танках призвело до того, що «Бойз» стали малоефективними проти німецьких та італійських танків. Тому, з 1943 року на Європейському театрі війни ці ПТР почали замінювати на ефективніші PIAT, які вперше застосували в бойових умовах у Сицилійській операції. ПТР «Бойз» ще якісь час продовжували перебувати в лінійних підрозділах, як засіб ураження фортифікаційних споруд, вогневих точок, кулеметних гнізд та легкоброньованих одиниць техніки.
З надходження на озброєння британських частин американських 12,7-мм важких кулеметів M2 «Браунінг», ПТР «Бойз» почали масово виводити з підрозділів. Американський кулемет мав бронебійні (AP), бронебійно-запалювальні (API) й бронебійно-запалювальні трасуючі набої (APIT), спроможні пробивати броню легкої бронетехніки й більш того викликати спалах вогню при ураженні. Крім цього, кулемети були дієвою зброєю проти літаків противника, тому незабаром, попри значній вазі M2 «Браунінг» (без триногі — 38 кг, з триногою — 58 кг), британські командос стали встановлювати їх або трофейні італійські 20-мм гармати «Бреда» на свої джипи чи розвідувально-патрульні автомобілі.
На Тихоокеанському театрі війни, ПТР «Бойз» також використовувався деякий час, однак через слабкі бронебійні можливості згодом були зняті з озброєння. Американська морська піхота, що закупила канадські ПТР, обмежено застосовували їх на тихоокеанських островах в основному проти японських бункерів і навіть збила два гідролітаки, але в цілому, «Бойз» не знайшли широкого розповсюдження в боях.
Піхотні частини Китайської націоналістичної армії використовували британські ПТР «Бойз» у Китаї та в Бірмі в ході другої Японсько-китайської війни. Філіппінські війська мали на озброєнні цей протитанковий засіб і використовували їх у роки японської окупації та визвольних боях на островах. Пізніше ПТР застосовувався Філіппінськими експедиційними силами в Корейській війні проти північно-корейської та китайської армій.
У вересні 1965 року ірландські бойовики ІРА обстріляли з ПТР «Бойз» британський швидкохідний патрульний катер, котрий відвідував з офіційним візитом ірландський порт Вотерфорд.

## Галерея

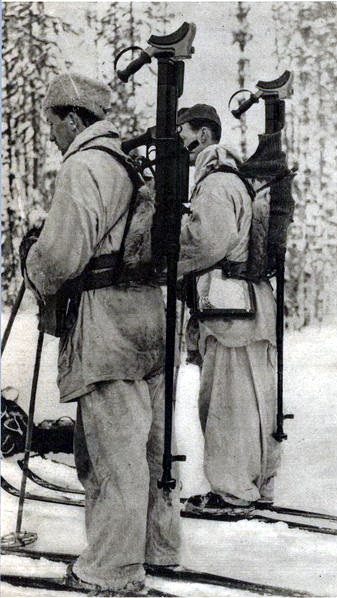
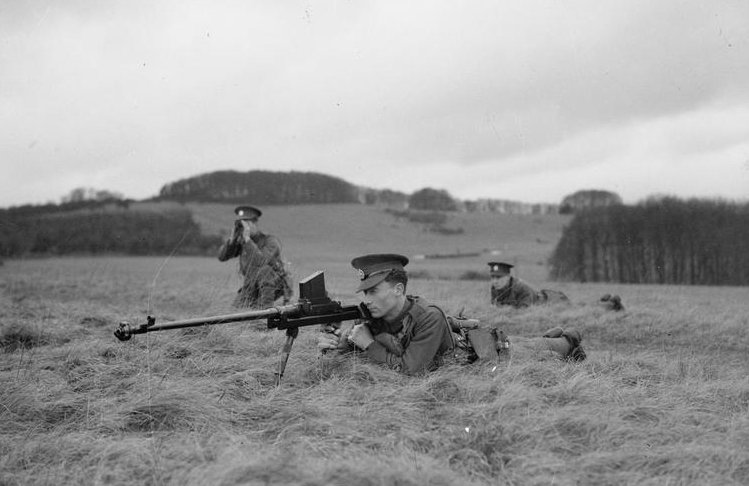
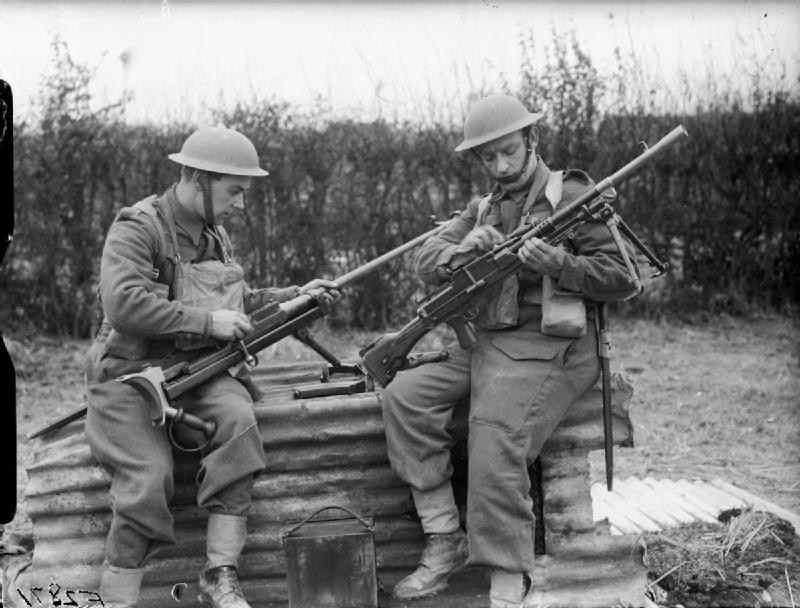
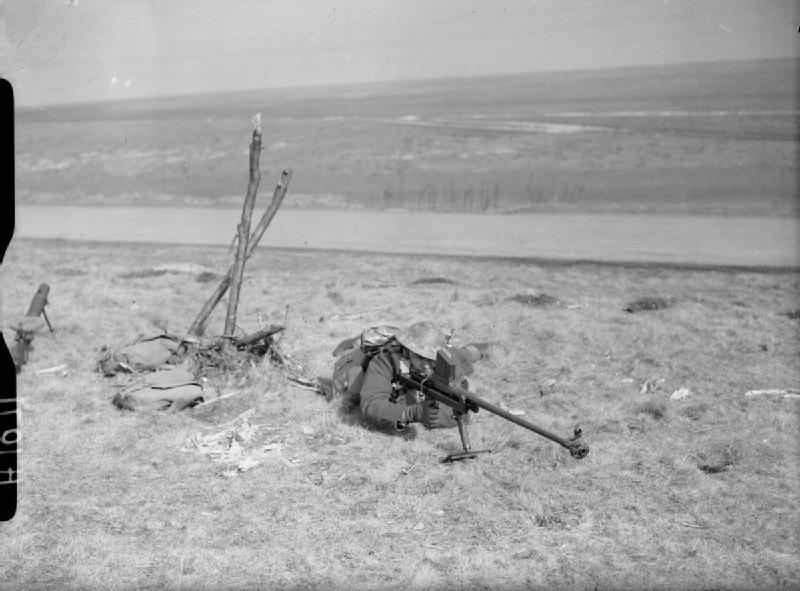
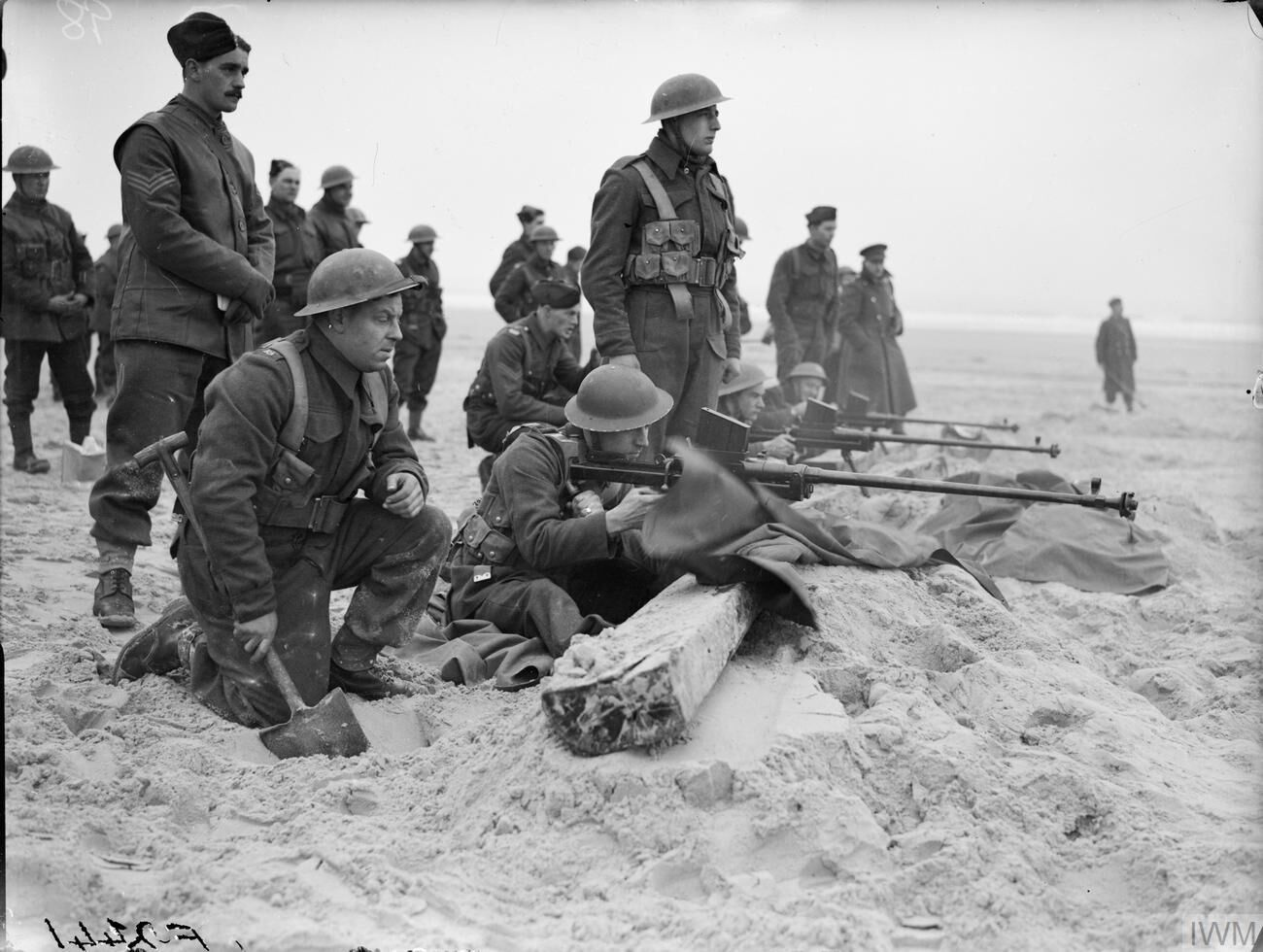
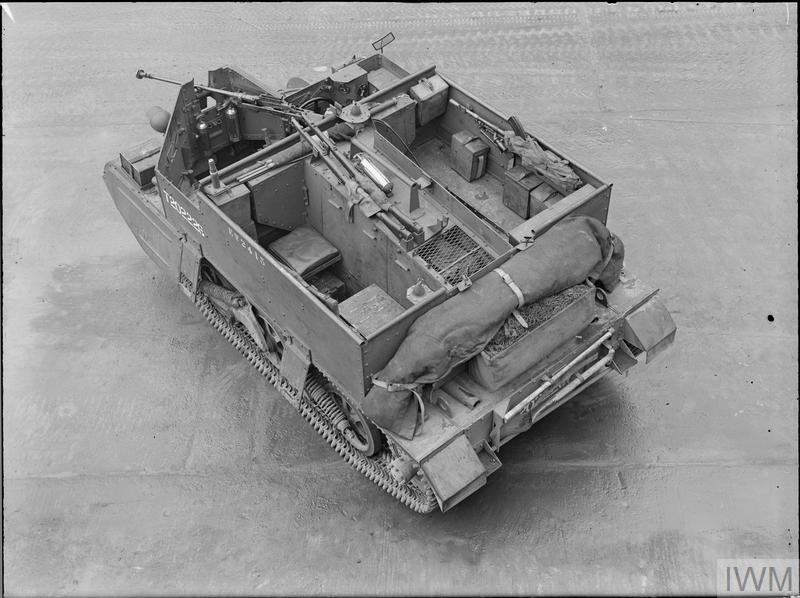

## Оператори
| - Австралія - Велика Британія - Греція - Ірландія - Королівство Італія | - Канада - Китайська республіка - Демократична Республіка Конго - Люксембург - Малайська Федерація | - Нова Зеландія - СРСР - США - Португалія - Третій Рейх | - Філіппіни - Фінляндія - Франція |